# Fraternité Saints-Cyrille-et-Méthode
La Fraternité Saints-Cyrille-et-Méthode (ukrainien : Кирило-Мефодіївське братство - Kyrylo-Méfodiïvs'ke bratstvo) fut un cercle politique clandestin qui existait à Kiev, Ukraine (à l'époque partie de l'Empire russe), entre décembre 1845 et mars 1847. De courte durée, la Fraternité a néanmoins influencé la pensée politique ukrainienne. L'organisation fut démantelée en mars 1847 par la police tsariste. Des nombreux membres furent exilés ou emprisonnés.

## Programme
Les buts de la société furent la libéralisation du système politique et sociale de l'Empire russe. Les principes majeurs affichés par ses membres furent les valeurs chrétiennes et le Slavophilisme, d'où le nom de l'organisation : Cyrille et Méthode sont les saints de l'église chrétienne orthodoxe, qui au Xe siècle créèrent l'alphabet slave.
La Fraternité exigeait l'abolition du servage, l'accès de la population à l'éducation publique, la transformation de l'Empire russe en fédération des peuples slaves, où les Russes seraient égaux parmi les égaux plutôt qu'un peuple dominant. Selon l'historien Mykhaïlo Hrouchevsky, la Fraternité visait également l'implémentation des principes de la démocratie libérale tels que la liberté de parole, la liberté de pensée et la liberté de conscience.

## Membres
La Fraternité fut fondé à l'initiative de Nikolaï Kostomarov, historien de l'Ukraine et de la Russie.
Parmi autres membres, on compte Taras Chevtchenko, Panteleïmon Koulich, Iouri Androuzky, Vassyl Bilozersky, Mykola Houlak, Opanas Markovytch, Oleksandr Navrotsky, O. Petrov, Ivan Possiada, Dmytro Pyltchykov et M. Savytch.